# Dirc Seemann
Dirc Seemann (* 24. März 1965 in Kiel) ist ein deutscher Moderator und Reporter. Seit 1996 ist er mit Unterbrechungen als Sportreporter und -kommentator für die Sender der seit 2000 bestehenden ProSiebenSat.1-Gruppe aktiv. Ferner war er von 2009 bis 2013 für LIGA total! tätig. Von  2013 bis 2015 war er als Kommentator und Experte bei Sport1 und BILD.de im Einsatz. Seit Sommer 2015 ist Seemann Chefredakteur bei Sport1.

## Leben
Seemann begann seine journalistische Laufbahn von 1991 bis 1993 bei der Tageszeitung EXPRESS in Köln. 1993 wechselte er  zum Fernsehen. Er arbeitete bis 1996 beim MDR als Kommentator in den Bereichen Tennis, Leichtathletik und Fußball. 1996 stieß Seemann als Kommentator zur Sat.1-„ran“-Redaktion, bei der er vom Jahr 2000 an bis 2006 sowohl als Leiter Sportnachrichten der ProSiebenSat.1-Gruppe fungierte als auch Bundesliga- und Champions-League-Begegnungen kommentierte. Eine Berühmtheit erlangte er dabei durch einen spontanen Einsatz beim Champions-League-Finale 2006, als er Werner Hansch wegen einer technischen Störung 15 Minuten lang vertreten musste. Nach einem Jahr bei Arena Sport Rechte und Marketing kommentierte Seemann zuletzt für Premiere internationalen Fußball und Spiele der 2. Bundesliga, bevor er 2009 zu LIGA total! wechselte; seit jener Saison ist er auch wieder als Kommentator für die ProSiebenSat1 Gruppe aktiv. Für LIGA total! kommentierte er Spiele der 1. und  2. Bundesliga. Für den TV-Sender Sport1 war er seit 2010 als Leichtathletik-Kommentator der Diamond-League-Sportfeste tätig.

## Sonstiges
Seemann wirkte als Schauspieler in den 90er Jahren in verschiedenen Spielfilmen, wie „Voll normaaal“ oder „Ballermann 6“ mit.